# Джон Герд
Джон Герд (англ. John Heard; 7 березня 1946, Вашингтон, США — 21 липня 2017, Пало-Альто, Санта-Клара, Каліфорнія, США) — американський актор.

## Біографія
Джон Герд народився 7 березня 1946 року у Вашингтоні. Закінчив середню школу імені Гонзаги у 1964 році, а потім Університет Кларка в місті Вустер штат Массачусетс у 1968 році. Помер по причині гострого інфаркту міокарду 21 липня 2017 року. Йому було 71 коли він пішов на «той світ».

## Кар'єра
На початку 1970-х став професійним актором, почавши з роботи в чиказькому експериментальному театрі. Його дебют у постановці «Невдахи» Девіда Рейба був відзначений премією Theatre World Award в 1976 році. У 1979 році отримав премію Obie за роль Кассіо в постановці «Отелло».
Дебют Герда в кіно відбувся в 1977 році в комедійній драмі «Між рядків», та романтичній драмі «По вуха закоханий» (1979). У 1981 році зіграв ветерана війни у В'єтнамі у фільмі «Шлях Каттера» (1981). Завдяки хорошим відгуками критиків він привернув до себе увагу голлівудських продюсерів. Виконав роль хранителя зоопарку і коханця героїні Настасії Кінські у фільмі «Люди-коти» (1982), знявся у фільмі «Після роботи» (1985) Мартіна Скорсезе, зіграв головного негативного персонажа в комедії «Великий» (1988) з Томом Генксом у головній ролі. Масовому глядачеві Герд став відомий за роллю Пітера Маккалістера, батька сімейства, в комедіях «Сам удома» (1990) і «Сам удома 2: Загублений у Нью-Йорку» (1992). Обидва фільми виявилися дуже популярними, в тому числі за межами США. Також грав у фільмах «Пробудження» (1992), «На лінії вогню» (1993), «Справа про пеліканів» (1993) і «Мої дорогі американці» (1996).
На телебаченні виконав роль окружного прокурора Роя Фолтрігга в серіалі «Клієнт» (1995—1996). У 1999 році був висунутий на премію «Еммі» за роль корумпованого поліцейського в серіалі «Клан Сопрано». Також знімався в серіалах «Місце злочину: Маямі» (2003—2005), «Джек і Боббі» (2004—2005), «Втеча» (2005—2006), «Саутленд» (2009), «Влада закону» (2011).

## Особисте життя
Джон Герд був одружений з Марго Кіддер з 25 серпня 1979 по 26 грудня 1980 рік. Вдруге був одружений з Шерон Герд з 1988 по 1996 рік, у шлюбі народилося двоє дітей: син Макс і дочка Анніка. Третьою дружиною була Лана Прітчард з 24 травня 2010 по 22 грудня 2010 рік. Також у Герда є ще один син Джек Метью (1987) від колишньої подруги Мелісси Лео.

## Вибіркова фільмографія
| Рік       |    | Українська назва                    | Оригінальна назва              | Роль                       |
| --------- | -- | ----------------------------------- | ------------------------------ | -------------------------- |
| 1977      | ф  |                                     | Between the Lines              | Гаррі Лукас                |
| 1977      | ф  |                                     | First Love                     | Девід Боннер               |
| 1978      | ф  |                                     | Rush It                        | Байрон                     |
| 1980      | ф  | Серцебиття                          | Heart Beat                     | Джек Керуак                |
| 1981      | ф  | Шлях Каттера                        | Cutter's Way                   | Алекс Каттер               |
| 1982      | ф  | Люди-коти                           | Cat People                     | Олівер                     |
| 1984      | ф  | Канібали-гуманоїди з підземелля     | C.H.U.D.                       | Джордж Купер               |
| 1984      | ф  | Найкраща помста                     | Best Revenge                   | Чарлі                      |
| 1985      | ф  | Небеса допоможіть нам               | Heaven Help Us                 | Тімоті                     |
| 1985      | ф  | Позаурочний час                     | After Hours                    | Том Шорр                   |
| 1985      | ф  | Поїздка до Баунтіфул                | The Trip to Bountiful          | Люді Воттс                 |
| 1986      | с  | Поліція Маямі                       | Miami Vice                     | Лоренс Термонд             |
| 1988      | ф  | Великий                             | Big                            | Пол                        |
| 1988      | ф  | На пляжі                            | Beaches                        | Джон Пірс                  |
| 1990      | ф  | Сам удома                           | Home Alone                     | Пітер Маккаллістер         |
| 1990      | ф  | Пробудження                         | Awakenings                     | Кауфман                    |
| 1992      | ф  | Сам удома 2: Загублений у Нью-Йорку | Home Alone 2: Lost in New York | Пітер Маккаллістер         |
| 1993      | ф  | На лінії вогню                      | In the Line of Fire            | професор                   |
| 1993      | ф  | Досьє Пелікан                       | The Pelican Brief              | Гевін Вергік               |
| 1994—1999 | с  | Закон і порядок                     | Law & Order                    | Волтер Гробман / Мітч Берк |
| 1996      | ф  | Мої дорогі американці               | My Fellow Americans            | Тед Метьюз                 |
| 1997      | ф  | 187                                 | 187                            | Дейв Чілдресс              |
| 1998      | ф  | Очі змії                            | Snake Eyes                     | Гілберт Пауелл             |
| 1998      | ф  | Пустельна туга                      | Desert Blue                    | професор Ланс Девідсон     |
| 1999—2004 | с  | Клан Сопрано                        | The Sopranos                   | детектив Він Маказян       |
| 2000      | ф  | Звірофабрика                        | Animal Factory                 | Джеймс Декер               |
| 2004      | ф  | Білі ціпоньки                       | White Chicks                   | Воррен Вандергельд         |
| 2005      | с  | 4исла                               | Numb3rs                        | Пітер Гаусман              |
| 2005—2006 | с  | Втеча з в'язниці                    | Prison Break                   | губернатор Френк Танкреді  |
| 2006      | ф  | Рятівник                            | The Guardian                   | Капітан Френк Ларсон       |
| 2006      | ф  | Зниклий                             | Dead Lenny                     | доктор Роберт Гукер        |
| 2008      | ф  | Крутий поворот                      | The Lucky Ones                 | Боб                        |
| 2008      | тф | Акулячий торнадо                    | Sharknado                      | Джордж                     |
| 2013      | ф  | Сліпа удача                         | Runner Runner                  | Гаррі Ферст                |
| 2013      | с  | Сприйняття                          | Perception                     | конгресмен Еван Рікфорд    |
| 2014      | с  | CSI: Місце злочину                  | CSI: Crime Scene Investigation | Роджер Рідлі               |
| 2014      | с  | Американська сімейка                | Modern Family                  | Гюнтер Торп                |
| 2014      | с  | Особливо небезпечний                | Person of Interest             | конгресмен Роджер Маккорт  |
| 2016      | с  | Елементарно                         | Elementary                     | Генрі Ватсон               |
| 2018      | ф  | Розповідь                           | The Tale                       | Білл                       |